# Platyla lusitanica
Platyla lusitanica is een slakkensoort uit de familie van de Aciculidae. De wetenschappelijke naam van de soort is voor het eerst geldig gepubliceerd in 1985 door Holyoak & Seddon.